# اورت فربیست
اورت فربیست (انگلیسی: Evert Verbist؛ زادهٔ ۲۷ ژوئن ۱۹۸۴) دوچرخه‌سوار اهل بلژیک است.
از باشگاه‌هایی که در آن بازی کرده‌است می‌توان به تیم کوئیک‌استپ فلورز و اسپورت فلاندر-بالوزه اشاره کرد.